# PyukiWiki
PyukiWiki（ピュキウィキ）とは、Perlで動作するウィキクローンの一つである。結城浩のYukiWikiをベースにPukiWikiと構文の互換性をとる形で実装されている。

## 特徴
- Perlで実装されている。
- MySQL、PostgreSQLなどのRDBMSを必要としない。
- 漢字などのマルチバイト文字を扱うことができる。
- PukiWikiのサブセットとして、一部除くページ記述に互換性がある。
- プラグインを導入することで、様々な機能を拡張して利用できる。
- 別の方法で実装されたプラグインを導入することで、内部の関数を置き換えることができ、これらも機能を拡張して利用できる一面がある。
- インターウィキに対応している。
- 定期的なバックアップが可能である。(0.1.9より)
- 各ページの内容はテキスト形式で保存されている。なお、画像などのバイナリファイルは各ページに「添付」することができる。
- PyukiWiki共同開発サイトのクローンは、多少重いもののPukiWikiに比べなるだけ最新のセキュリティーに考慮されて作成されている。
- GPLのもとで、自由ソフトウェアとして配布されている。開発版には、Artistic Licenseも含まれる
- 0.1.6台のバージョンより、公式サイトと開発版サイトが大幅に異なる設計をしている。